# Calidridinae
Sous-famille
La sous-famille des Calidridinae est une sous-famille d'échassiers appelés bécasseaux ou combattants.

## Liste alphabétique des genres
- Aphriza Audubon, 1839 (1 espèce)
- Calidris Merrem, 1804 (19 espèces)
- Eurynorhynchus Nilsson, 1821 (1 espèce)
- Limicola Koch, 1816 (1 espèce)
- Philomachus Merrem, 1804 (1 espèce)
- Tryngites Cabanis, 1857 (1 espèce)

## Liste des espèces
Dans la classification (version 2.2, 2009) du Congrès ornithologique international, ces genres sont constitués des espèces suivantes (par ordre phylogénique) :

## Source
- Taylor D. (2006) Guide des limicoles d'Europe, d'Asie et d'Amérique du Nord. Delachaux & Niestlé, Paris, 224 p.